# Turquoise (beurs)
Turquoise is een Europese aandelen en derivaten beurs.
De beurs is opgericht in 2008 door negen investeringsbanken. Hiermee wilden ze lagere handelskosten afdwingen ten opzichte van bestaande beurzen zoals Euronext en de London Stock Exchange. De oprichters zijn BNP Paribas, Citi, Credit Suisse, Deutsche Bank, Goldman Sachs, Merrill Lynch, Morgan Stanley, Société Générale en UBS. De officiële start van de handel op Turquoise was op 15 augustus 2008.
Op 21 december 2009 werd bekend dat de London Stock Exchange een belang nam van 60% in het nieuwe handelsplatform.
Op 6 juni 2011 werd begonnen met de handel in derivaten, namelijk de futures op de FTSI 100 index. In september van hetzelfde jaar werden de eerste opties hierop verhandeld.